# Aartsbisdom Denver
Het Aartsbisdom Denver (Latijn: Archidioecesis Denveriensis, Engels: Archdiocese of Denver) is een in de Verenigde Staten gelegen rooms-katholiek aartsbisdom met zetel in de stad Denver. De aartsbisschop van Denver is metropoliet van de kerkprovincie Denver waartoe ook de volgende suffragane bisdommen behoren:
- Pueblo
- Cheyenne
- Colorado Springs

## Geschiedenis
Het bisdom werd in 1868, als Apostolisch vicariaat Colorado en Utah, onttrokken aan het bisdom Santa Fe. In 1879 werd de naam veranderd in Apostolisch Vicariaat Colorado. Op 16 augustus 1887 werd het vicariaat verheven tot bisdom met de naam Denver. Het werd suffragaan aan het aartsbisdom Santa Fe.
Op 15 november 1941 werd een deel van het bisdom afgesplitst voor de oprichting van het bisdom Pueblo. Denver werd op dezelfde datum verheven tot aartsbisdom met Pueblo, Cheyenne en Colorado Springs als suffragane bisdommen.

## Geografie
De kerkprovincie Denver omvat de staten Colorado en Wyoming. Het aartsbisdom Denver omvat naast Denver County de volgende county's:
| - Adams County - Arapahoe County - Boulder County - Broomfield County - Clear Creek County - Eagle County - Garfield County - Gilpin County | - Grand County - Jefferson County - Jackson County - Larimer County - Logan County - Morgan County - Phillips County - Pitkin County | - Rio Blanco County - Routt County - Sedgwick County - Summit County - Moffat County - Washington County - Weld County - Yuma County |

## Bisschoppen van Denver
- 1868–1889: Joseph Projectus Machebeuf (Macheboeuf)
- 1889–1917: Nicholas Chrysostom Matz
- 1917–1931: John Henry Tihen
- 1931–1941: Urban John Vehr (vanaf 1941 aartsbisschop)

### Aartsbisschoppen
- 1941–1967: Urban John Vehr (tot 1941 bisschop)
- 1967–1986: James Vincent Casey
- 1986–1996: James Francis Stafford (vervolgens voorzitter van de Pauselijke Raad voor de Leken)
- 1997–2011: Charles Joseph Chaput OFMCap
- 2012-heden: Samuel Joseph Aquila

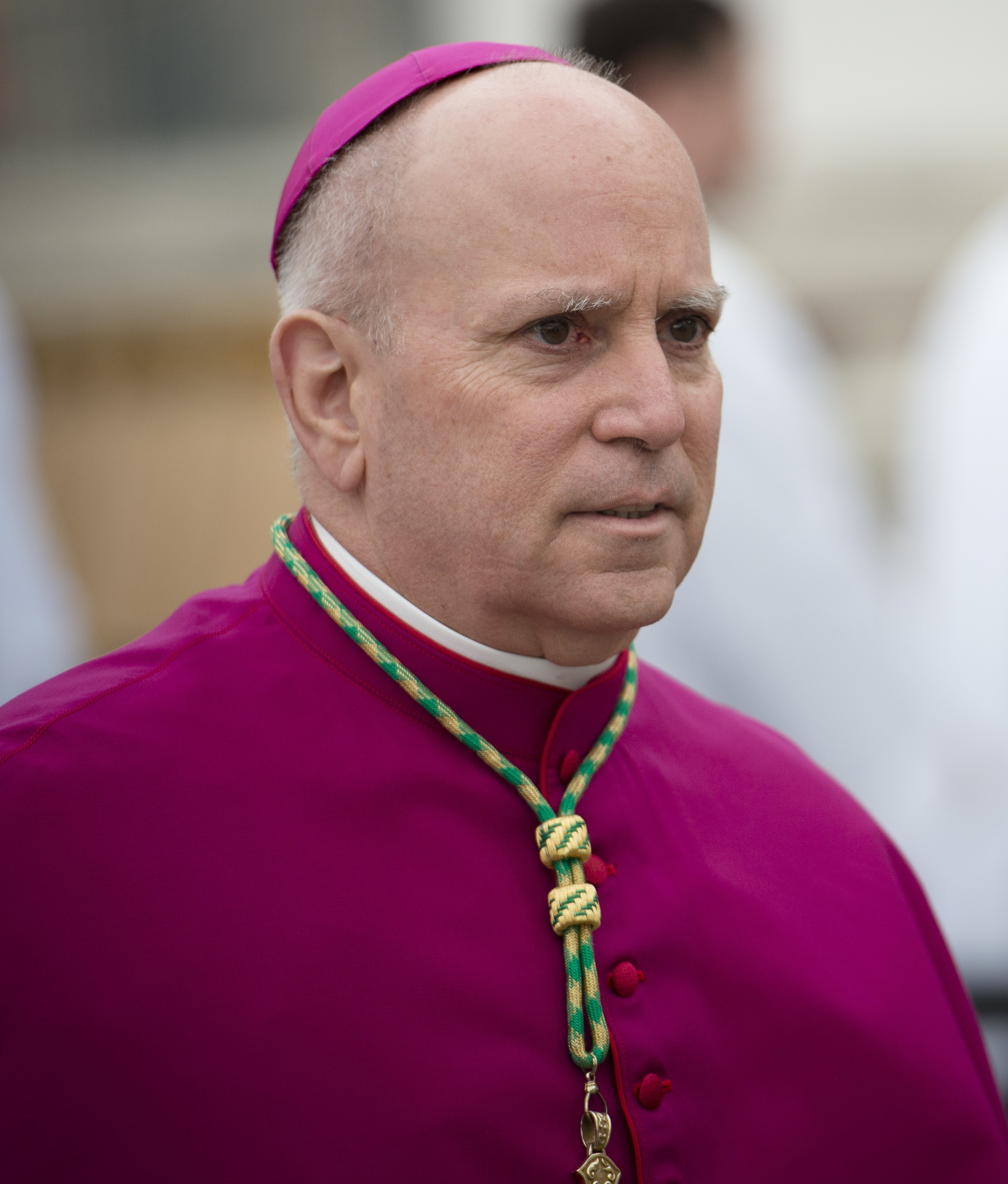
Aartsbisschop Samuel J. Aquila
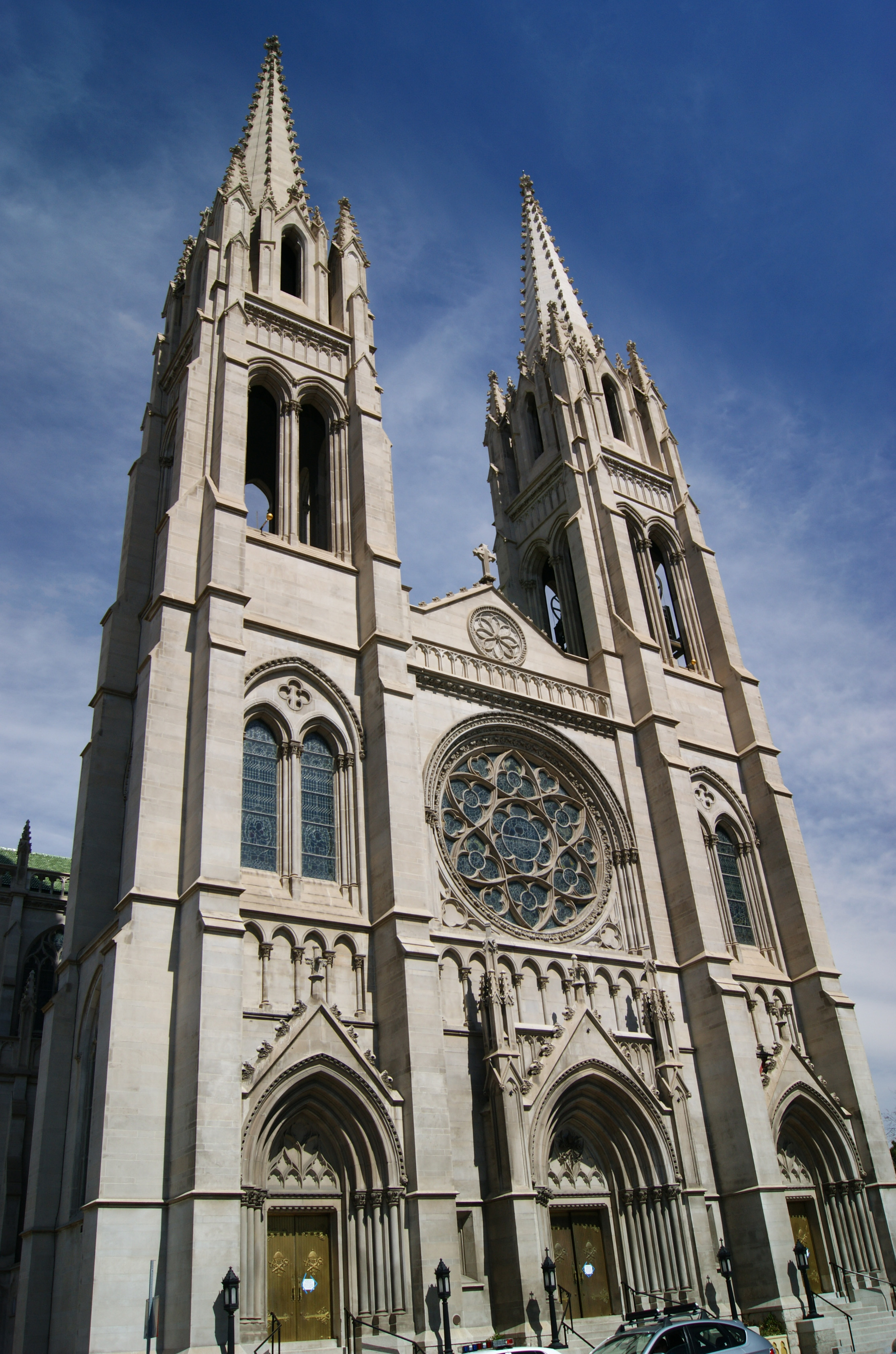
Kathedraal van Denver